# Strana práce (Norsko)

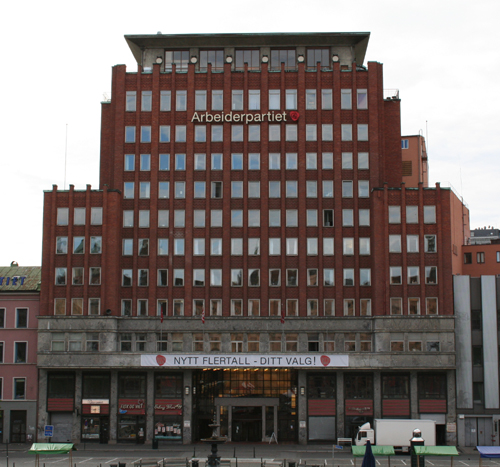
Sídlo vedení strany v Oslu

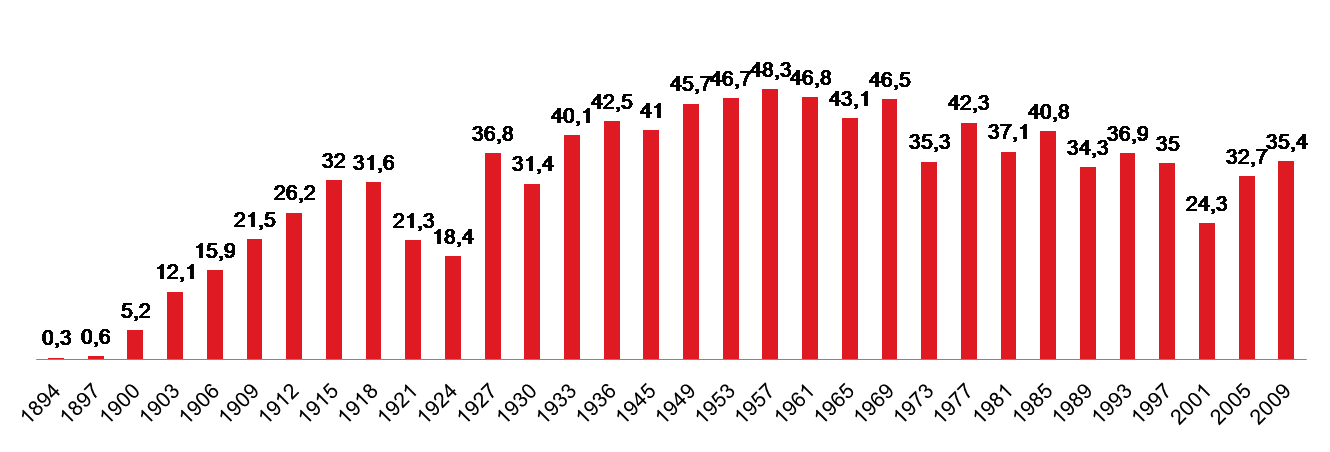
Tabulka počtu získaných % pro stranu od roku 1894 do 2009

Strana práce (někdy Dělnická strana, norsky (bokmål) Arbeiderpartiet, AP, do dubna 2011 norsky (bokmål) Det norske Arbeiderparti, DNA, česky Norská strana práce) je sociálně demokratická politická strana v Norsku. Od roku 2005 do 2013 byla nejsilnější vládní stranou a její předseda Jens Stoltenberg byl norským premiérem. Nyní stranu vede Jonas Gahr Støre a od roku 2021 je strana opět nejsilnějším vládním uskupením v zemi. 
Strana práce je oficiální sociálně demokratickou stranu zastávající liberálně demokratické myšlenky. Během posledních 20 let strana do svého programu zapojila více prvků ekonomického liberalismu, svolila privatizaci státem drženého majetku a poskytovaných služeb, částečně redukovala daňovou progresi; v poslední době se nicméně vrací k tradiční levici. Strana se profiluje jako pokroková strana, která prosazuje spolupráci a kooperaci na národní i mezinárodní úrovni. Její mládežnická organizace se nazývá Arbeidernes Ungdomsfylking (AUF).

## Historie strany
Byla založena v roce 1887 a do voleb do Stortingu (parlamentu) poprvé vstoupila v roce 1894. Do parlamentu se dostala o devět let později, v roce 1903, a její podpora rychle stoupala, v roce 1927 již byla nejpočetnější stranou a tuto pozici si stále drží, má značnou podporu ve volbách, dokonce získávala absolutní většinu parlamentních křesel.
Strana prožila rozštěpení v roce 1921 kvůli rozhodnutí vstoupit do Komunistické internacionály z roku 1919. Byla založena Sociálně demokratická dělnická strana Norska. V roce 1923 DNA opustila Internacionálu a neopominutelná část členstva přešla do vzniklé Komunistické strany Norska. V roce 1927 se sociální demokraté znovuspojili s Dělnickou stranou.

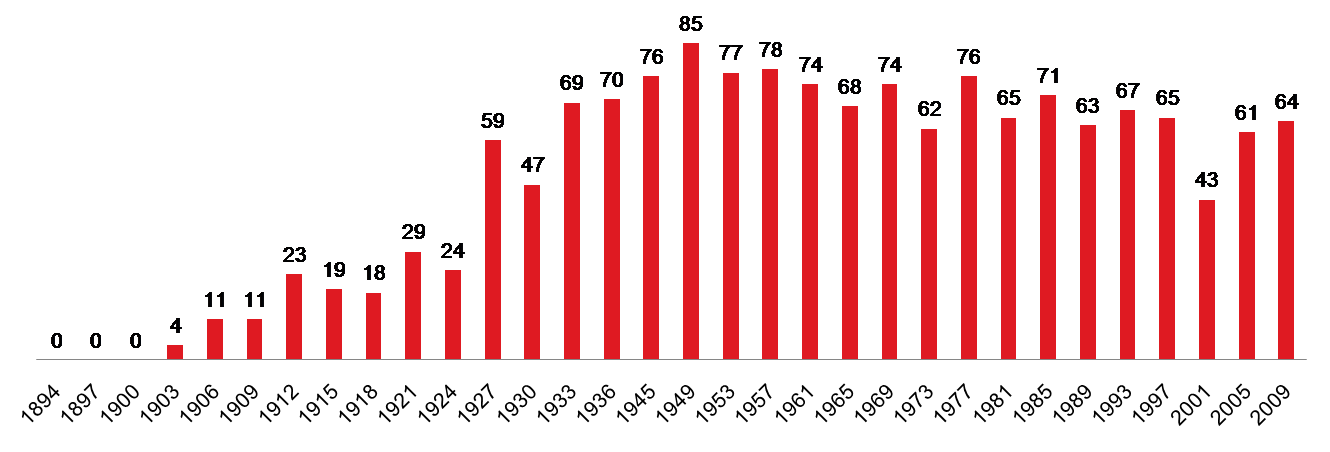
Tabulka počtu získaných křesel pro stranu od roku 1894 do 2009

První vláda vedená Dělnickou stranou a jejím tehdejším šéfem Christopherem Hornsrudem byla zformována v roce 1928 a trvala pouhé dva týdny. Během prvních roků 30. let 20. století Dělnická strana opouštěla svůj profil strany revoluce a vydala se reformní cestou. V roce 1935 se vrátila do vlády, kde zůstala až do roku 1965 (krom období exilu mezi 1940 a 1945 a jednoho měsíce v roce 1963). Během většiny prvních dvaceti let po druhé světové válce vedl stranu a vládu Einar Gerhardsen, který je považován za jednoho z architektů poválečné rekonstrukce Norska a je často označován za „Landsfaderen“ (tj. Otce národa, Otce vlasti). Toto období se považuje za zlatou érou Norské dělnické strany.
Další éry vládnutí byly mezi lety: 1971–1972, 1973–1981, 1986–1989, 1990–1997, 2000–2001. Obecně se soudí, že právě tyto období vlády Dělnické strany vedly k utvoření sociálního státu v Norsku.
Ve volbách v roce 2001 získala poměrně nízkých 24,3 % hlasů, přesto byla DNA největší stranou Stortingu. Ve volbách 2005 si získala podporu 32,7 % voličů. V roce 2009 získala Norská strana práce 35,4 %, připadlo ji 64 ze 169 křesel v parlamentu a Jens Stoltenberg tak obhájil křeslo premiéra. V koalici tří politických stran dále patřilo 11 křesel agrárníkům (Senterpartiet – Sp – „Strana středu“) a 11 norským komunistům (Sosialistisk Venstreparti – SV – „Socialistická levicová strana“). V období 2013–2021 byla strana v opozici.

## Útoky z července 2011
Dne 22. července 2011 Anders Breivik odpálil bombu v Oslu u vládní budovy, kde jsou také kanceláře Norské strany práce. Výbuch bomby si vyžádal 8 mrtvých. Poté Breivik odjel na ostrov Utøya, kde pořádala Dělnická strana letní tábor mládežnické organizace Svazu dělnické mládeže (Arbeidernes Ungdomsfylking, AUF); účastníci byli ve věku 13–25 let. Breivik, převlečený za policistu, zde postřílel 69 lidí.

## Předsedové strany
- Anders Andersen (1887–1888)
- Hans G. Jensen (1888–1889)
- Christian Holtermann Knudsen (1889–1890)
- Carl Jeppesen (1890–1892)
- Ole Georg Gjøsteen (1892–1893)
- Gustav A. Olsen Berg (1893–1894)
- Carl Jeppesen (1894–1897)
- Ludvig Meyer (1897–1900)
- Christian Holtermann Knudsen (1900–1903)
- Christopher Hornsrud (1903–1906)
- Oscar Nissen (1906–1911)
- Christian Holtermann Knudsen (1911–1918)
- Kyrre Grepp (1918–1922)
- Emil Stang jr. (1922–1923)
- Oscar Torp (1923–1945)
- Einar Gerhardsen (1945–1965)
- Trygve Bratteli (1965–1975)
- Reiulf Steen (1975–1981)
- Gro Harlem Brundtland (1981–1992)
- Thorbjørn Jagland (1992–2002)
- Jens Stoltenberg (2002–2014)
- Jonas Gahr Støre (2014–dosud)

## Premiéři za Dělnickou stranu
- Christopher Hornsrud (1928: 26. leden – 15. únor)
- Johan Nygaardsvold (1935–1945)
- Einar Gerhardsen (1945–1951)
- Oscar Torp (1951–1955)
- Einar Gerhardsen (1955–1965)
- Trygve Bratteli (1971–1972, 1973–1976)
- Odvar Nordli (1976–1981)
- Gro Harlem Brundtland (4. únor – 14. říjen 1981, 1986–1989, 1990–1996)
- Thorbjørn Jagland (1996–1997)
- Jens Stoltenberg (2000–2001, 2005–2013)